# قرار مجلس الأمن التابع للأمم المتحدة رقم 1279
قرار مجلس الأمن التابع للأمم المتحدة رقم 1279، والذي اتخذ بالإجماع في 30 تشرين الثاني/نوفمبر 1999، بعد التذكير بالقرارات 1234 (1999) و1258 (1999) و1273 (1999) بشأن الحالة في جمهورية الكونغو الديمقراطية، أنشأ المجلس بعثة الأمم المتحدة في جمهورية الكونغو الديمقراطية (MONUC) لفترة أولية حتى 1 مارس 2000.
وأكد مجلس الأمن من جديد أن اتفاق لوساكا لوقف إطلاق النار يمثل الأساس الأكثر مواتاة لحل الصراع في جمهورية الكونغو الديمقراطية. وأثيرت مخاوف بشأن انتهاكات وقف إطلاق النار وتدهور الحالة الإنسانية وانتهاك القانون الدولي الإنساني وحقوق الإنسان في جمهورية الكونغو الديمقراطية، ولا سيما في شرق البلد.
وطُلب من جميع الأطراف إنهاء الأعمال العدائية وتنفيذ اتفاق وقف إطلاق النار الموقع في لوساكا تنفيذاً كاملاً. وشدد المجلس على أنه يجب أن يكون هناك حوار يتمكن فيه جميع الكونغوليين من المشاركة، بتنظيم من منظمة الوحدة الأفريقية. وقد عين الأمين العام كوفي عنان ممثلاً خاصاً لقيادة وجود الأمم المتحدة في المنطقة دون الإقليمية.
تقرر أن تضطلع البعثة بالمهام التالية كجزء من ولايتها:
- إقامة اتصالات مع الموقعين على اتفاق وقف إطلاق النار؛
- الاتصال باللجنة العسكرية المشتركة وتقديم المساعدة التقنية والتحقيق في انتهاكات وقف إطلاق النار؛
- تقديم معلومات عن الظروف الأمنية؛
- الاستعداد لمراقبة وقف إطلاق النار وانفصال القوات؛
- الاحتفاظ باتصالات مع الموقعين على اتفاق وقف إطلاق النار، وتيسير إيصال المساعدة الإنسانية وحماية حقوق الإنسان.[2]

وأخيرا، طُلب إلى الأمين العام أن يقدم تقريرا عن الحالة في جمهورية الكونغو الديمقراطية، بما في ذلك شروط النشر المستقبلي لأفراد الأمم المتحدة، وطُلب اتخاذ خطوات فورية لتجهيز 500 مراقب عسكري للانتشار السريع الذي يأذن به المجلس.

## روابط خارجية
- نص القرار في undocs.org
- موقع بعثة منظمة الأمم المتحدة في جمهورية الكونغو الديمقراطية